# Campionati jugoslavi di sci alpino 1964
Ai Campionati jugoslavi di sci alpino 1964 furono assegnati i titoli di discesa libera, slalom gigante, slalom speciale e combinata, sia maschili sia femminili.

## Risultati
| Specialità      | Uomini        | Donne         |
| --------------- | ------------- | ------------- |
| Discesa libera  | Andrej Klinar | Krista Fanedl |
| Slalom gigante  | Peter Lakota  | Majda Ankele  |
| Slalom speciale | Andrej Soklič | Majda Ankele  |
| Combinata       | Andrej Klinar | Majda Ankele  |